# ウィリアム・ド・モーガン
ウィリアム・ド・モーガン（英: William Frend De Morgan、1839年11月16日 - 1917年1月15日）は、イギリスの小説家、デザイナー、画家、陶芸家。

## 人物
ロンドンのガワー･ストリートに生まれ、父は数学者のオーガスタス・ド・モルガン。ウィリアム・モリス (1834年-1896年) の終生の友人であり、1863年から1872年にかけてモリス商会のためにタイル、ステンドグラス、家具のデザインを行なった。
モーガンのタイルはしばしば中世の意匠（多くはペルシャ風）に基づいていた。彼は釉薬と焼成（fireing）の技法で革新的な実験を行った。ガレオン船、魚、「空想上の」鳥や動物がモチーフとしてよく用いられた。モーガンのタイルデザインの多くは複数枚のタイルを並べた時、複雑なパターンを生み出すように計画されていた。

## 経歴
ウィリアム・モリスのアーツ・アンド・クラフツ運動に参加し、モリス商会にステンドグラスのデザインを提供した。デザイナー、画家としての才能に加え、化学に精通し絵の具や陶磁器の釉薬を開発、ラスター彩やトルコ釉の陶器の再現に成功する。
1905年以降は小説家に転向した。
 

## 画像

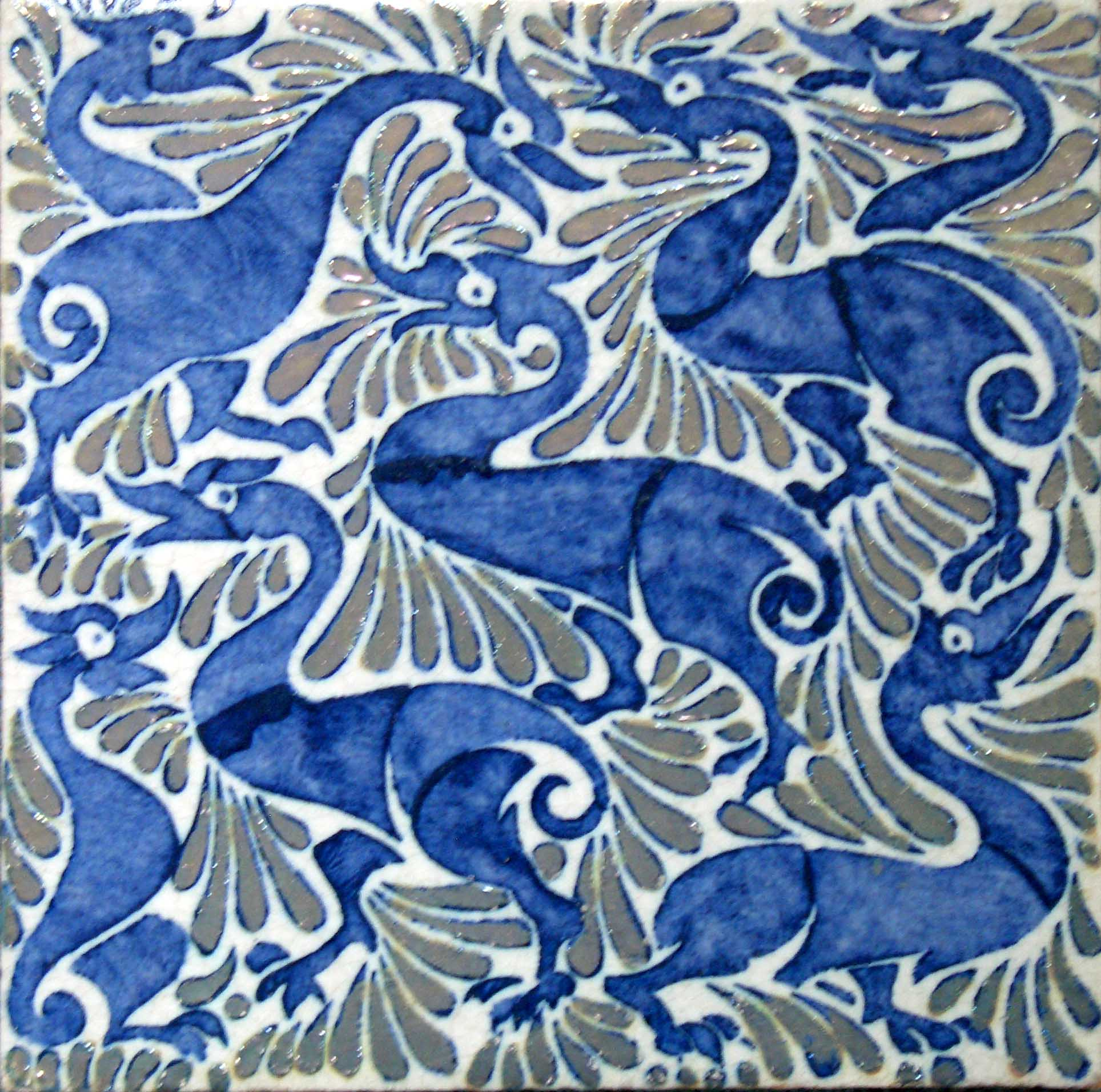
アヒル柄、ハイライトに光沢のある6インチタイル
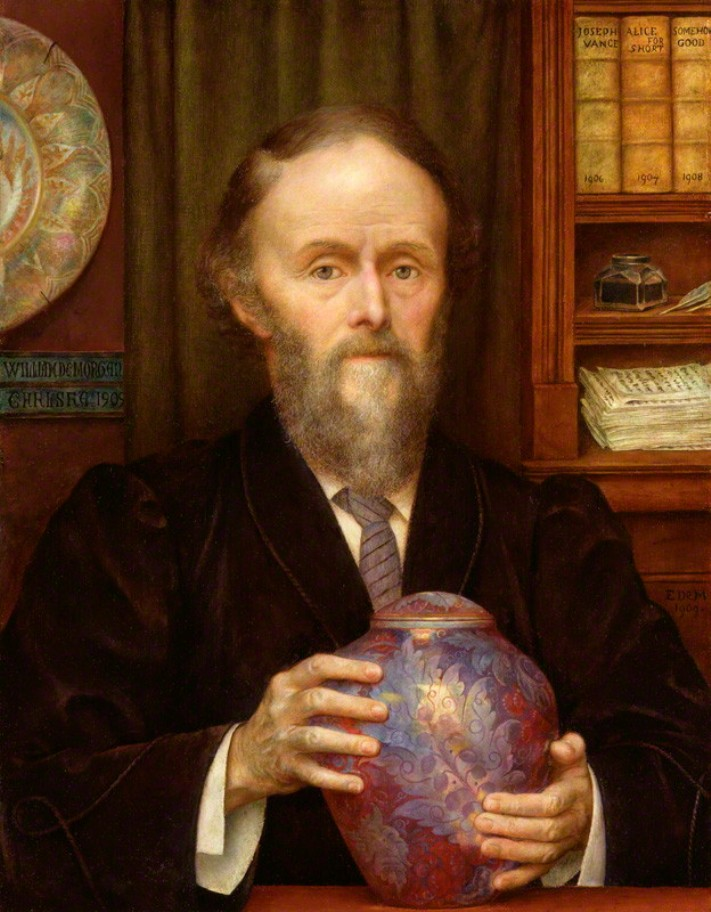
ラスター彩の作品を抱えた肖像。画家で妻のイーヴリン (Evelyn) が描いた。1909年
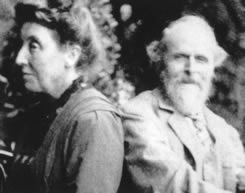
晩年、妻イーヴリンと共に
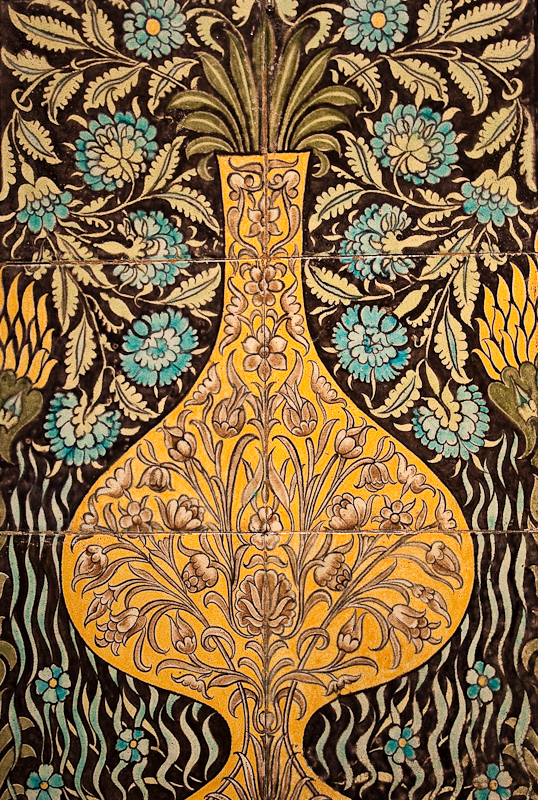
花と花瓶の中東式タイル

## 日本への紹介
世紀末の芸術家として紹介され、国際芸術文化振興会と朝日新聞社主催の巡回展（1993年）でド・モーガンとともに紹介された作家はチャールズ・ヴォイジー、アーネスト・ギムソンなど。パナソニック汐留美術館では個展が催され、ド・モーガン財団ヘレン・ダンスタン・スミス理事（当時）の監修のもと図録を出した（2009年）。
- 国際芸術文化振興会、朝日新聞社、Voysey, Charles F. A.、Gimson, Earnest W.、De Morgan, William Frend『ヨーロッパ・アール・ヌーボー : 世紀末の華麗なる美の全貌』鈴木博之ほか（展覧会監修）、国際芸術文化振興会(製作)、1993年、英文併記。NCID BA37345954。
  - 伊勢丹美術館・新宿（1993年1月28日-2月23日）
  - ふくやま美術館（1993年4月1日-4月25日）
  - 大丸ミュージアム・梅田（1993年5月26日-6月7日）
  - 神戸阪急ミュージアム（1993年6月11日-7月6日）
- De Morgan, William Frend、Smith, Helen Dunstan、吉村 典子、ブレーントラスト、能登印刷・出版部、パナソニック電工汐留ミュージアム『ウィリアム・ド・モーガン－19世紀陶器装飾の巨匠』ウィリアム・ド・モーガン出版委員会、梧桐書院 (発売)、2009年。ISBN 9784340027149、NCID BB00259874。別題『William De Morgan』
- 吉村 典子『ウィリアム・ド・モーガンとヴィクトリアン・アート』淡交社、2017年。ISBN 9784473041791、NCID BB23451327。

## 参考資料
本文の典拠、主な執筆者・編集者順。
- 『生活と芸術－アーツアンドクラフツ展 ウイリアム・モリスから民芸まで』朝日新聞社、2008年、[要ページ番号]頁。
- 白石 和也「バーン=ジョーンズ：モリス商会のための初期のデザイン」『九州産業大学芸術学部研究報告』第33巻、九州産業大学芸術学会、2002年、91-105頁、ISSN 0286-7818、NAID 110000055073。
- 吉村典子「イギリス19世紀後半の住環境形成過程にみるタイル(2) : タイルの分類と住宅での使用の考察」『日本デザイン学会研究発表大会概要集』第45巻第0号、日本デザイン学会、1998年、48-49頁、doi:10.11247/jssd.45.0_48、NAID 110003735757。
- 吉村 典子「モリスとド・モーガンのタイル : そのデザインと受容をめぐって(第 50 回美学会全国大会発表要旨)」『美学』第50巻第3号、美学会、1999年、72頁、doi:10.20631/bigaku.50.3_72、ISSN 0520-0962、NAID 110003714372。